# Ciara: The Evolution
Ciara: The Evolution är den amerikanska sångerskan Ciaras andra studioalbum, utgivet den 5 december 2006 av LaFace Records.

## Låtlista
1. "That's Right" (med Lil Jon)
2. "Like a Boy"
3. "The Evolution of Music (Interlude)"
4. "Promise"
5. "I Proceed"
6. "Can't Leave 'em Alone" (med 50 Cent)
7. "C.R.U.S.H."
8. "My Love"
9. "The Evolution of Dance (Interlude)"
10. "Make It Last Forever"
11. "Bang It Up"
12. "Get Up" (med Chamillionaire)
13. "The Evolution of Fashion (Interlude)"
14. "Get In, Fit In"
15. "The Evolution of C (Interlude)"
16. "So Hard"
17. "I'm Just Me"
18. "I Found Myself"